# キャンバス

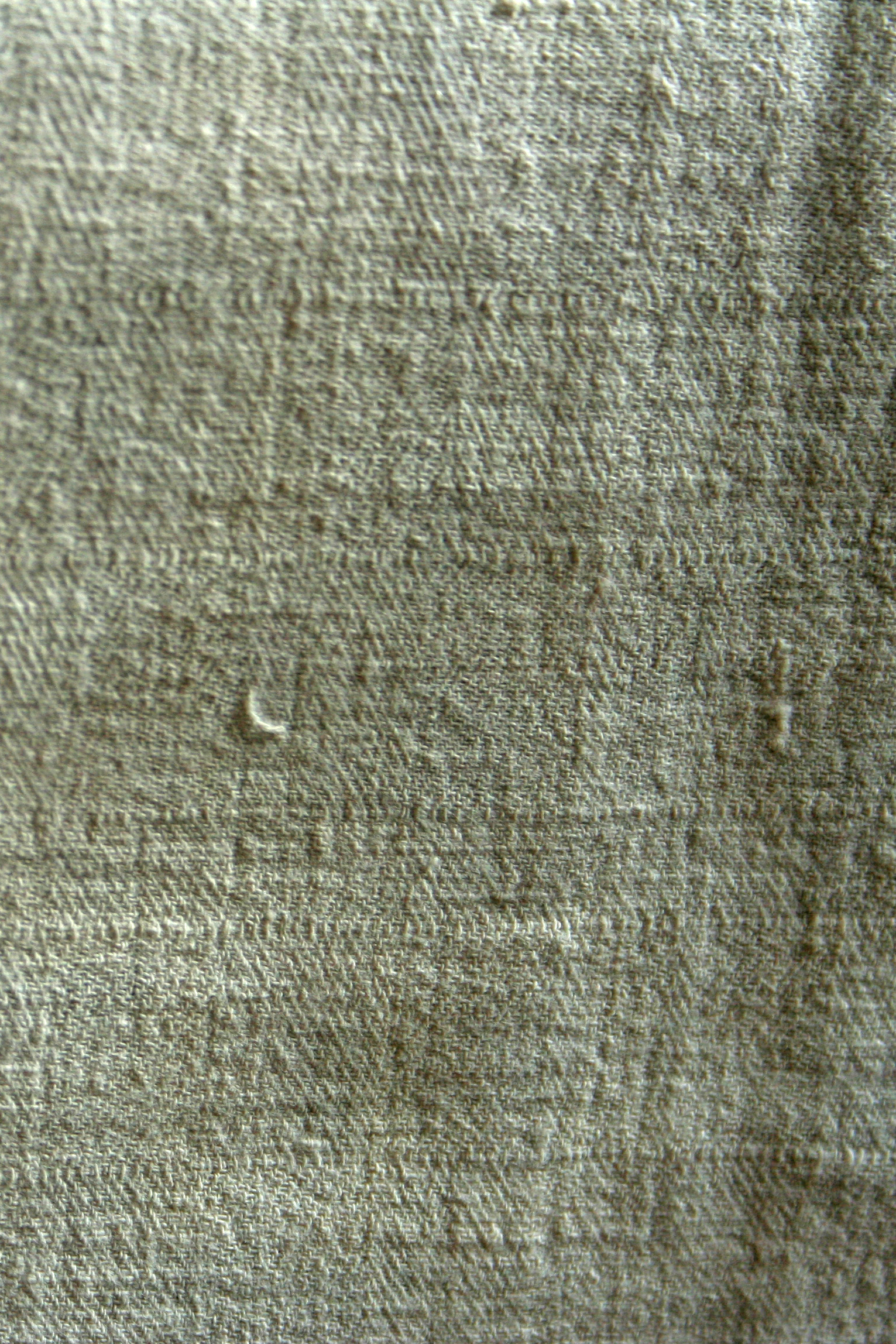
典型的な「亜麻のキャンバス

キャンバス（英語: canvas）とは、帆布であり、油絵具やアクリル絵具を用いて描かれる支持体に使用される。
キャンバスは主に亜麻の繊維から作られるが、大麻、亜麻と大麻の混織、綿、合成繊維などから作られる場合もある。
使用前に絶縁や地塗りが施され、枠に張られるか、木の板か厚紙に接着される。現在画材店で売られているキャンバスは既に絶縁や地塗りを施してあるものが多く、木枠に張ったものや厚紙に貼付したものもよく市販されている。このように加工を施した物も、単にキャンバスとも呼ぶので紛らわしい。
帆布、画布とも言う。英語 canvasの語源は俗ラテン語 cannapaceus = 「麻に由来するもの」であり、さらにギリシャ語で麻（英語: cannabis）を意味する Κάνναβις に遡る。
カンヴァス、カンバスは単に表記のゆれである。

## 歴史

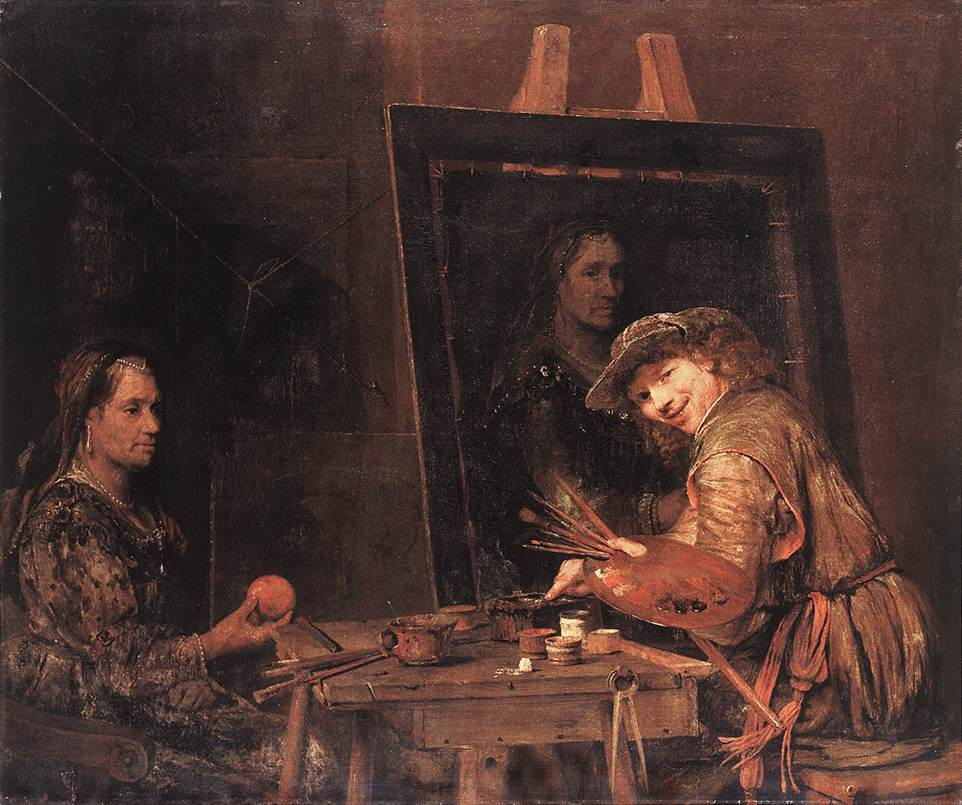
仮止めしたキャンバスに描く画家。アールト・デ・ヘルデル画(1685)

キャンバスはそれまでの板絵に徐々に取って代わり、油彩の支持体として最も普及したものとなった。キャンバスに描かれた油絵として最も古い作品の1つは、1410年ごろにフランスで描かれ、現在ベルリンの絵画館に所蔵されている『マドンナと天使たち』である。しかしながら、板絵もイタリアでは16世紀、北欧では17世紀まで存続していた。画家アンドレア・マンテーニャやヴェネツィアの芸術家たちがキャンバスへの移行を引き起こした代表的な存在である。伝承によると、ヴェネツィアのような湿潤な気候では木は傷みやすいので、画家たちは船用の帆布を用いるようになったといわれる。ヴェネツィアの帆布＝キャンバスは簡単に入手でき、品質も優れていると考えられていた。

## 準備

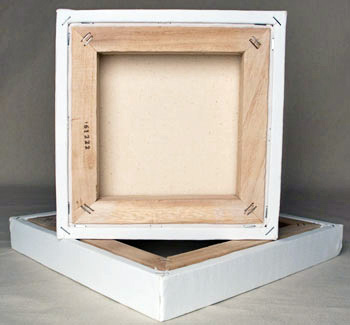
包み張りキャンバス

キャンバスは通常は木の枠にピンと張られ、油絵具が直接キャンバスに触れて傷んでしまうのを防ぐために、使用前の地塗りが施される。ジャクソン・ポロック、ケネス・ノーランド、フランシス・ベーコン、ヘレン・フランケンサーラー、ダン・クリステンセン、ラリー・ゾックス、ロニー・ランドフィールドなどの、カラーフィールド・ペインティング運動や叙情的抽象（fr:abstraction lyrique）運動の画家たちは、損傷のリスクを冒してでもジェッソを施さない「素のキャンバス」に描くことがある。
今日ではキャンバスの製造は工業化されているが、伝統的な方法で製作されたキャンバスを好む画家もいる。今日の絵画技法と古典的な画家のそれとの違いの最も大きなものの1つはキャンバスの準備にある。「現代的な」技法ではキャンバスの織り目、肌理の利点を引き出すが、これは古典的絵画の写実性をほとんど不可能にしてしまう。ルネサンス美術の画家たちはキャンバスの織り目が目立たなくなるよう気を使った。
通常の枠に張ったキャンバスとは異なり側面でなく裏面に止め金で固定されている「裏張りキャンバス」というものもある。この種のキャンバスの利点は側面がきれいなままなので縁まで塗って絵に取り込めることにある。

## キャンバスの種類
最初は、キャンバスの布は褐色がかった非常に丈夫な繊維であるリンネル（亜麻）で出来ており、従って油絵に特に適していた。20世紀初頭に、綿のキャンバスが使われ始める。リンネルのキャンバスは乾性油に対して強く、特に油彩を描く画家の間で人気を保っている。それでも、より完全に伸びる綿のキャンバスは安価な選択肢を提供している。アクリル絵具の登場は綿のキャンバスの人気と利用を著しく増大させた。

## 主な寸法
F（Figure・人物）、P（Paysage・風景）、M（Marine・海景）、S（Square・正方形）という規格がある。
以下は木枠の寸法であり、実際には折り返した画布の厚さなどが加算される。また、SM はサムホール（英: thumb hole）と読む。
| 号数  | F         | P         | M         | S         | W       |
| ----- | --------- | --------- | --------- | --------- | ------- |
| 0号   | 180×140   | 180×120   | 180×100   | 180×180   | 360×140 |
| SM    | 227×158   | 227×140   | 227×120   | 227×227   | 454×158 |
| 1号   | 220×160   | 220×140   | 220×120   | 220×220   |         |
| 2号   | 240×190   | 240×160   | 240×140   | 240×240   |         |
| 3号   | 273×220   | 273×190   | 273×160   | 273×273   | 546×220 |
| 4号   | 333×242   | 333×220   | 333×190   | 333×333   | 666×242 |
| 5号   | 348×273   | 348×242   | 348×212   | 348×348   |         |
| 6号   | 410×318   | 410×273   | 410×242   | 410×410   |         |
| 8号   | 455×380   | 455×333   | 455×273   | 455×455   |         |
| 10号  | 530×455   | 530×410   | 530×333   | 530×530   |         |
| 12号  | 606×500   | 606×455   | 606×410   | 606×606   |         |
| 15号  | 652×530   | 652×500   | 652×455   | 652×652   |         |
| 20号  | 727×606   | 727×530   | 727×500   | 727×727   |         |
| 25号  | 803×652   | 803×606   | 803×530   | 803×803   |         |
| 30号  | 910×727   | 910×652   | 910×606   | 910×910   |         |
| 40号  | 1000×803  | 1000×727  | 1000×652  | 1000×1000 |         |
| 50号  | 1167×910  | 1167×803  | 1167×727  | 1167×1167 |         |
| 60号  | 1303×970  | 1303×894  | 1303×803  | 1303×1303 |         |
| 80号  | 1455×1120 | 1455×970  | 1455×897  | 1455×1455 |         |
| 100号 | 1620×1303 | 1620×1120 | 1620×970  | 1620×1620 |         |
| 120号 | 1940×1303 | 1940×1120 | 1940×970  | 1940×1940 |         |
| 130号 | 1940×1620 |           |           |           |         |
| 150号 | 2273×1818 | 2273×1620 | 2273×1455 | 2273×2273 |         |
| 200号 | 2590×1940 | 2590×1818 | 2590×1620 | 2590×2590 |         |
| 300号 | 2910×2182 | 2910×1970 | 2910×1818 | 2910×2910 |         |
| 500号 | 3333×2485 | 3333×2182 | 3333×1970 | 3333×3333 |         |